# Lovari
I lovari o lovara ("commerciante di cavalli", dall'ungherese "ló", cavallo) sono un sottogruppo del popolo rom.

## Etnologia
I lovari sono un gruppo rom che parla il proprio dialetto, influenzato dai dialetti ungherese e slavi occidentali. Sono ulteriormente divisi in machvaya, dal nome della regione di Mačva, dove si stabilirono dall'odierna Ungheria. Vivono prevalentemente nell'Europa centrale (Ungheria, Polonia, Slovacchia, Repubblica Ceca e Germania), nonché in Romania, Croazia, Francia, Italia (dai primi del Novecento), Grecia e Ucraina. Il loro commercio storico era il commercio di cavalli e la predizione della fortuna.
Il costume tradizionale di Lovari si basa sui costumi tradizionali romani dell'Europa centrale e viene raramente utilizzato al giorno d'oggi.
La diaspora di Tucson, Arizona e Hamilton, Ontario comprende un gran numero di machvaya, così come gli Stati Uniti in generale, il Canada, il Brasile e il Regno Unito.